# Генуэзская республика
Светле́йшая Генуэ́зская респу́блика (Республика Святого Георгия; итал. Serenissima Repubblica di Genova, лиг. Repubbrica de Zena, рус. дореф. Рѣчь Посполитая Генуесская или Геновеская) — итальянское государство, существовавшее на территории Лигурии, на северо-западном побережье Апеннинского полуострова.
Началом её истории можно считать середину XI века, когда Генуя стала самостоятельным городом-коммуной. Последним годом существования республики стал 1797 год, когда туда вторглись французские войска под командованием Наполеона Бонапарта. Генуя вошла в состав Лигурийской республики, которую в 1805 году присоединила к себе Франция. После поражения Наполеона I республика была провозглашена вновь в 1814 году, однако вскоре была захвачена Сардинским королевством.

## Генуэзские колонии
Генуэзская республика, помимо столичной округи, имела владения в Средиземноморье и Причерноморье, которые она использовала как торговые пункты. Из них были островами — Сардиния (в основном частичное владение), Корсика, Горгона, Капрая, Кипр, Лесбос, Хиос, Самос, Табарка, материковыми владениями были территории в Крыму (Чембало, Солдайя, Воспоро, Каффа), черноморские города Самсун, Синоп, Самастро и др., города рядом с Константинополем — Галата и Пера. Всё это называлось Генуэзской империей.

## Основание
В начале XI века Генуя стала самоуправляемой коммуной в пределах Итальянского королевства. Уже в ранний период своего существования Генуя стала важным торговым центром и уже могла конкурировать с таким городом как Венеция. Она начала своё расширение во время Крестовых походов, предоставив свой флот для перевозок, и захватила несколько территорий на Ближнем Востоке, развернув там активную торговлю.
В XIII веке Генуэзская республика вступила в союз с Никейской империей и помогла ей вернуть Константинополь в 1261 году. Союз позволял Генуе беспрепятственно торговать на огромной территории Византийской империи. В те же годы были захвачены многие острова на Эгейском море. Самым важным был остров Хиос, который был потерян только в 1566 году.
Вскоре республика продвинула свои торговые интересы на Чёрное и Азовское моря, где она начала контролировать, в частности, многие поселения в Крыму.
В западном Средиземноморье основным конкурентом Генуи была Пиза, которая в итоге была побеждена в морском Мелорийском сражении 1284 года. В результате победы Генуя получила остров Корсику, а позже и контроль над северо-западной Сардинией. В соперничестве между анжуйцами и арагонцами за контроль над Сицилией (после «Сицилийской вечерни» 1283 года) Генуя решила поддержать Королевство Арагон, победившую сторону, что позволило ей быстро влиться в сицилийскую экономику.

## Падение

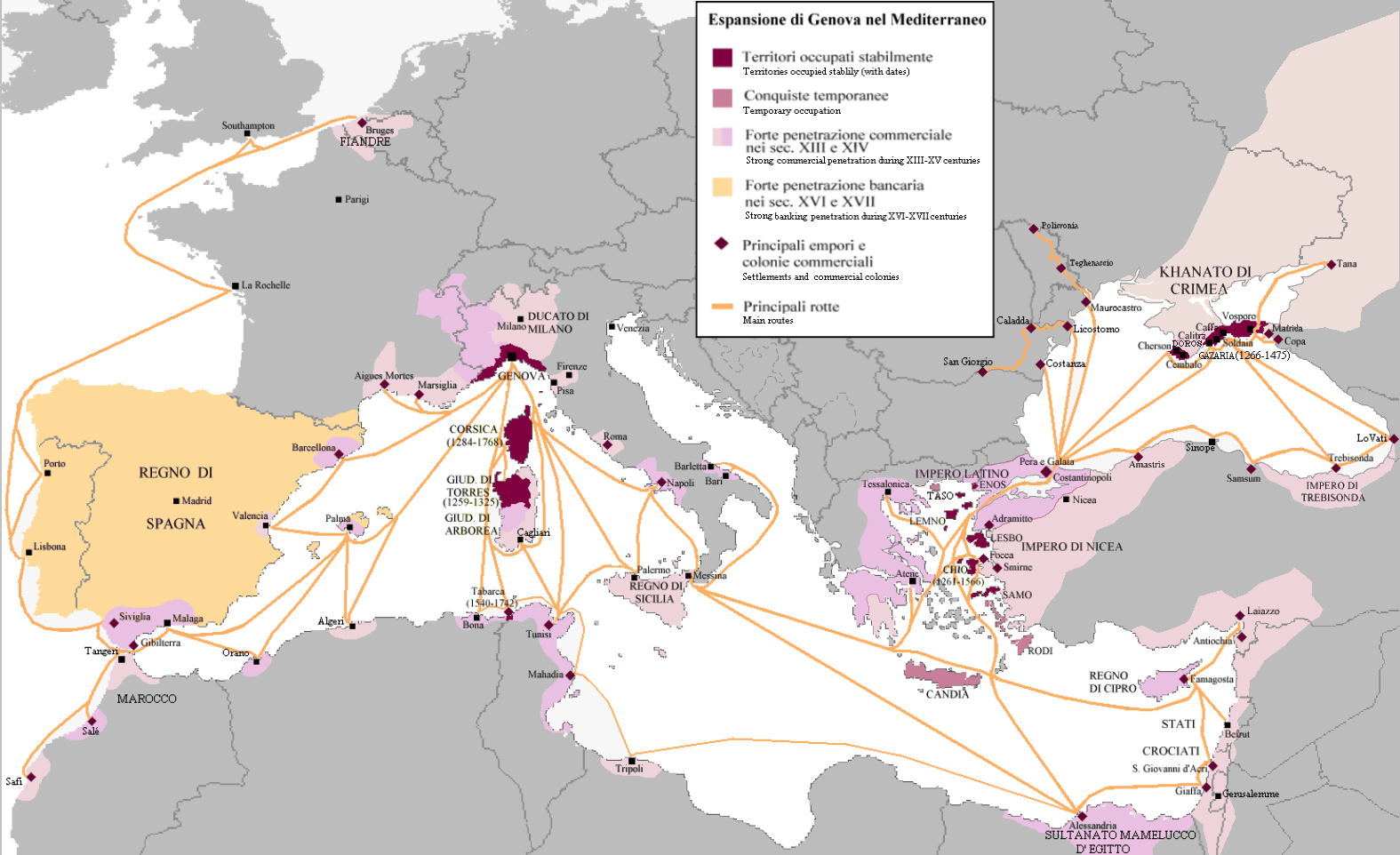
Территории Генуэзской республики в Средиземноморье и Причерноморье. Codex Latinus Parisinus, 1395 год

В результате экономического кризиса Европы в конце XIV века, а также длительной войны с Венецией, достигшей пика в поражении при Кьодже, Генуэзская республика вступила в период заката. Нарастающая мощь Османской империи сильно ослабила генуэзское влияние в Эгейском море, что более не позволяло ей вести торговлю в Чёрном море.
С 1499 по 1528 год при постоянной французской оккупации республика пришла в крайний упадок. Испанцы с их союзниками из «старого дворянства» укрепились в горах позади Генуи. 30 мая 1522 года они атаковали город и подвергли его беспощадному грабежу. Когда великий адмирал Андреа Дориа из могущественной династии Дориа объединился с императором Карлом V, чтобы изгнать французов из Генуи и восстановить её независимость, у города появились новые перспективы. (Braudel 1984).

## Возрождение
Являясь теперь младшим союзником Испанской империи, Генуэзская республика начала переживать своё возрождение. В частности, генуэзские банкиры, имевшие своих представителей в Севилье, финансировали многие предприятия Испанской короны. Фернан Бродель даже назвал период между 1557 и 1627 годами «Веком Генуи»: «of a rule that was so discreet and sophisticated that historians for a long time failed to notice it». Несмотря на то, что современный турист проходит мимо блистательных палаццо в стиле маньеризма и барокко, выходящих фасадами на Страда Нова (сейчас Виа Гарибальди) или виа Бальби, ему сложно не заметить, что всё это бросающееся в глаза богатство, которое и не было по сути генуэзским, было сконцентрировано в руках узкого круга банкиров-финансистов, которых теперь принято называть «венчурными капиталистами».
Открытию Генуэзского банковского консорциума предшествовало государственное банкротство Филиппа II в 1557 году, которое повергло немецкие банковские дома в хаос и ознаменовало окончание господства Фуггеров в финансах Испании. Генуэзские банкиры обеспечили громоздкую Габсбургскую систему кредитами и, что не менее важно — постоянным и надёжным доходом. Взамен, менее надёжные поставки американского серебра осуществлялись через Севилью в Геную, пополняя капиталы для будущих высокорисковых предприятий.
Но деятельность генуэзцев не заканчивалась на экономике, например, генуэзский банкир Амброзио Спинола снарядил и возглавил армию в одной из компаний Восьмидесятилетней войны, проходившей в Нидерландах в начале XVII века. Упадок Испании в XVII веке привёл к упадку и Генуи. Частые банкротства испанских королей во многом способствовали разорению значительного числа генуэзских банковских домов.

## Конец республики

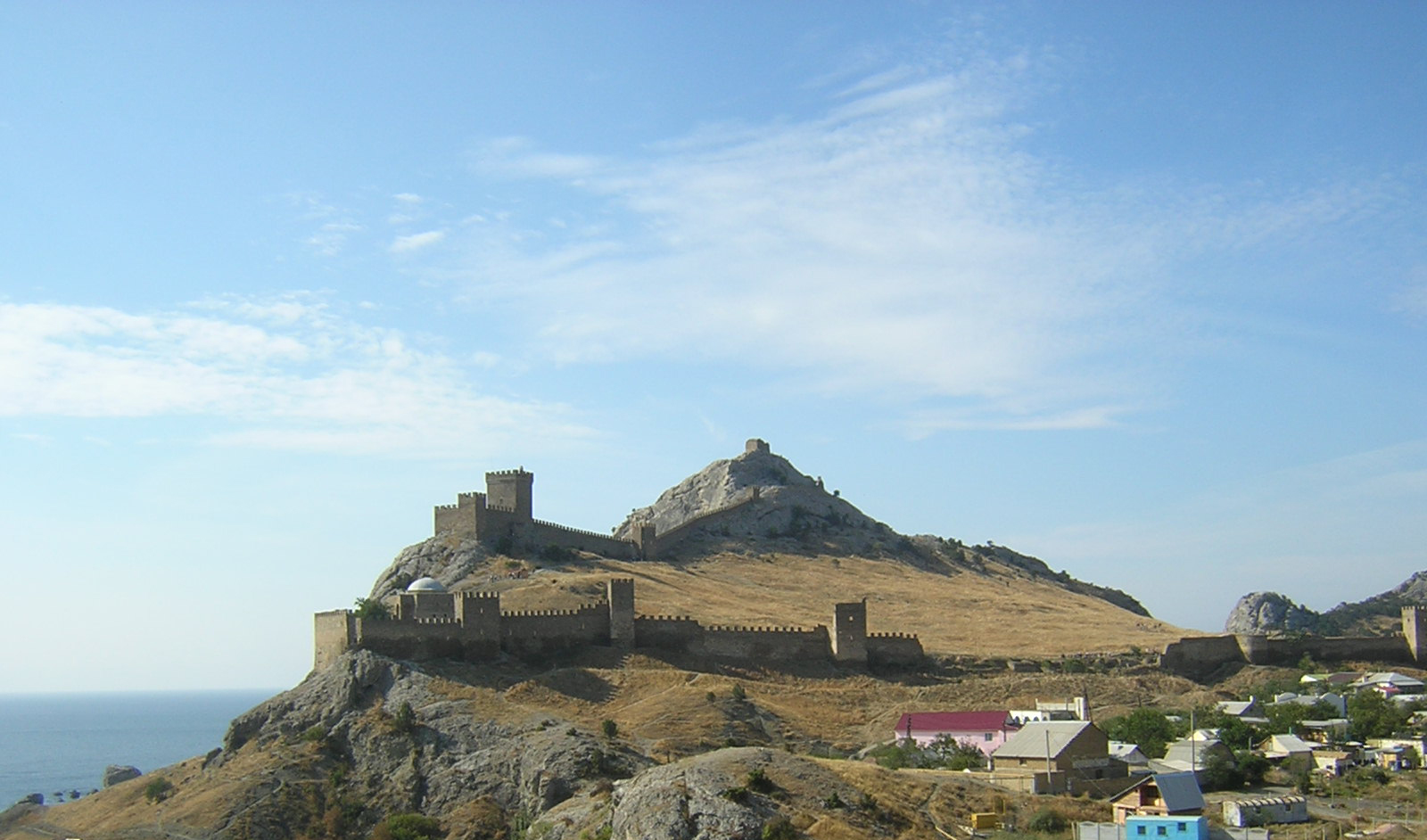
Башни Генуэзской крепости в Судаке, возведённой на рубеже XIV / XV вв.

Генуя продолжала переживать упадок в XVIII веке и в 1768 году была вынуждена продать Корсику Франции. Однако, Генуя всё ещё оставалась богаче Венеции и была важным торговым центром.
В 1742 году последнее владение Генуи на Средиземном море — остров-крепость Табарка — было завоёвано Тунисом. В 1797 году Генуя была оккупирована войсками Первой французской республики под командованием Наполеона Бонапарта, который сверг старую элиту и включил город и все земли в состав Лигурийской республики.
После захвата власти во Франции Наполеоном была принята более консервативная конституция, но история Лигурийской республики была недолгой — в 1805 году её аннексировала Франция и расчленила её территорию на департаменты Апеннины, Генуя и Монтенотте. После разгрома Наполеона I весной 1814 года, местная элита, вдохновлённая британским государственным деятелем Кавендишем, провозгласила восстановление старой республики, но на Венском конгрессе было решено, что Генуя должна быть отдана Сардинскому королевству. Британские войска подавили республику в декабре 1814 года и 3 января 1815 года присоединили её к Сардинскому королевству .

## Государственное устройство
Особенностью Генуэзской республики, в первую очередь в сравнении с конкурирующей Венецией, была самая крайняя внутренняя нестабильность, вызванная ожесточенной борьбой олигархических кланов. Венецианской республике удалось установить баланс между различными богатыми семьями, обеспечив беспрецедентную стабильность своей политической системы, в Пизанской республике фактически доминировал единственный олигархический клан Висконти.
Стивен Эпштейн в своей работе «Генуя и генуэзцы» насчитывает за период 1257—1528 три гражданских войны и более 70 попыток переворота, из них более 40 удачных, много раз республика временно теряла независимость. В частности, в 1311 году горожане, стремясь избежать междоусобицы, вручили Геную императору Генриху VII. Неоднократно предпринимались попытки установления синьории (монархии). Дезорганизации дополнительно способствовала вовлечённость Генуи в сотрясавшую Италию борьбу гвельфов и гиббелинов (в которой Венеция практически не участвовала), а также борьба между старыми и новыми богатыми семьями (патрициями и пополанами).
В целом, республика являлась олигархией (с 1528 года — официально). Несколько связанных семей обычно объединялись со своей клиентеллой в т. н. альберги (фактически — кланы), которые могли образовывать укреплённые кварталы с собственными клановыми церквями. В условиях постоянной междоусобной борьбы и слабости городского правительства альберги давали чувство защищённости, и формировали новую лояльность. Согласно конституции 1528 года было официально признано 28 альберги, из них 5 пополанских.
Важную роль в жизни республики играл основанный в 1407 году Банк Святого Георгия (Casa di San Giorgio), первый банк в мире в современном понимании. С 1453 года он начал управлять рядом генуэзских колоний.
Другим изобретением генуэзцев стали маоны — торговые товарищества, которые в условиях слабости правительства исполняли также функции государства.
В своих колониях генуэзцы воспроизводили ту же модель клановой организации (в частности, альберго Джустиниани на греческом острове Хиос) и межкланового насилия (например, конфликт между семьями ди Гуаско и ди Негра в Крыму). В целом система управления колониями была самой разнообразной: синьория какой-либо аристократической генуэзской семей, назначение Генуей местного подеста (в ряде зависимых итальянских городов), управление через маоны и Банк Святого Георгия, традиционные так называемые юдикаты на Сардинии, капитанство Готия в Крыму и др.
Государственное устройство республики можно охарактеризовать рядом экспериментов, неоднократно оно радикально реформировалось. Далее описываются различные периоды организации правительства в их общепринятом понимании. Это деление является во многом условным; так, уже в период правления подеста временно восстанавливалась власть консулов, а в период правления капитанов народа несколько раз восстанавливалась подестерия.

### Консулат (1099—1191)

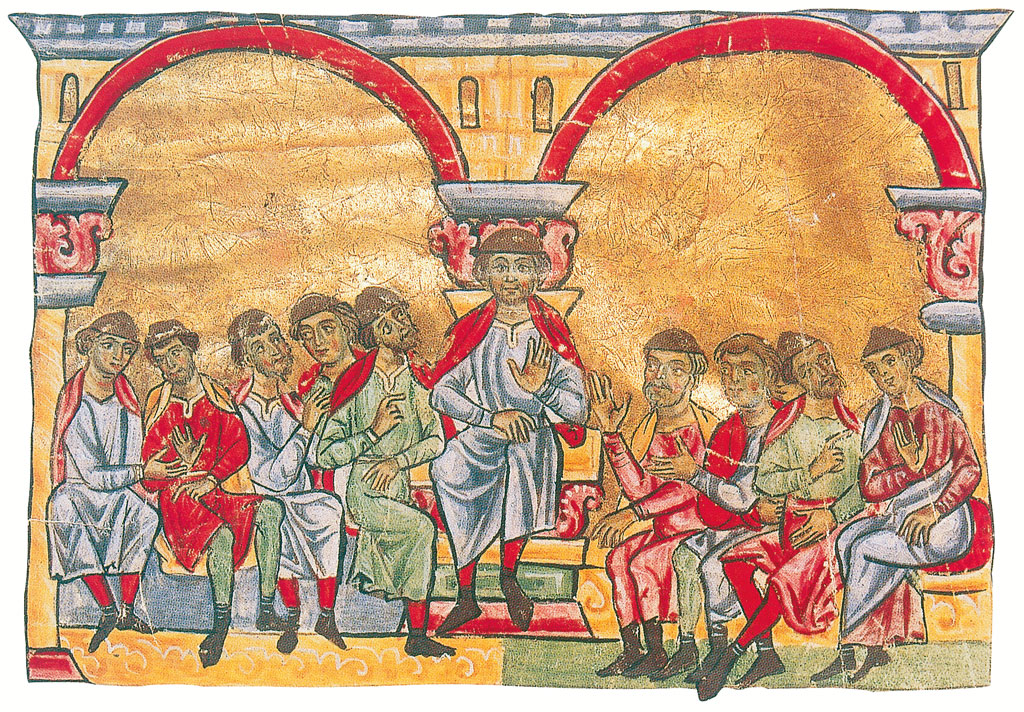
Генуэзские консулы. Миниатюра рукописи анналов Каффаро Ди Рустико да Кашифеллоне конца XIII в.

В 1099 году была учреждена Компания (Compagna Communis) — коммуна или ассоциация граждан под управлением консулов (по древнеримскому образцу), право голоса на выборах консулов принадлежало только членам Компании, которая также монополизировала морскую торговлю. Новая политическая сила начала теснить епископа города, которому всё ещё принадлежала значительная власть.
Активно использовалась также и другая древнеримская фразеология, кроме консулов: клиенты, патриции и плебеи.
Львиную долю консулов составляли выходцы из аристократических семей; значительное влияние на политику имели феодальные по своему происхождению семьи виконтов Венечиано и Кармадино. Начиная с 1143 года кланы начали строить укрепления для защиты друг от друга. В 1154 году республика столкнулась с угрозой со стороны императора Фридриха I Барбароссы, который стремился вернуть себе контроль над Италией. В Генуе было введено совместное правление двух крупнейших кланов, однако в 1164 году вспыхнула гражданская война между семьями Вольта и Кастелло.
Конкретное количество консулов несколько раз изменялось; с 1130 года введено также разделение консулата на коммунальный (consoli communis) и судебный (consuli dei placiti). Бывшие консулы образовывали (также по древнеримскому образцу) Консилиум, то есть сенат.

### Подестерия (1191—1256)
Нарастающая междоусобица привела к отмене постов консулов, и учреждению, по образцу многих других итальянских городов-государств, должности подеста. Он представлял собой главу города, военачальника и судью, и обычно назначался на год из числа иностранцев, никак не связанных с внутригенуэзской фракционной борьбой. Первым подеста стал Манегольдо из Брешии. В 1196 году в помощь подеста была учреждена комиссия из шести ректоров.
Одной из причин установления подестерии стал коллапс, вызванный гражданскими войнами (1164-69 и 1189-94) и борьбой с Пизой за контроль над Сардинией. Однако новая система не принесла стабильности; уже в 1191—1192 временно восстанавливалась власть консулов, причем аристократическая семья де Курия назначала собственных консулов. В общей сложности до 1256 года сменилось 51 подеста, выходцев из других итальянских городов. Впоследствии также неоднократно назначались подеста, в частности в 1265 году имела место диархия (двоевластие) подеста из аристократических генуэзских семей Дориа и Спинола.

### Капитаны народа (1257—1339)
Нарастающие трения между аристократами, и разбогатевшими выходцами из народа (popolo) привели к перевороту 1257 года, когда власть последнего подеста была заменена на правление капитана народа Жильемо Боканегре, выходца из богатой, но не аристократической семьи. В реальности правление капитанов народа зачастую выливалось в диктатуру аристократических семей. Четыре раза имела место диархия семей Дориа и Спинола.
В 1311 году горожане передали власть императору Генриху VII, в городе до 1313 года было установлено правление имперского викария.

### Пожизненный догат (1339—1528)
Одной из попыток преодолеть нестабильность стало учреждение в 1339 году, по венецианскому образцу, должности пожизненного дожа. Однако избранный дож Симон Бокканегре уже в 1344 году был свергнут в результате переворота. Впоследствии он вновь вернулся к власти и умер при загадочных обстоятельствах. В течение десятилетий после этого посты дожа были монополизированы семьями Адорно и Компофрегосси. Помимо дожа, власть также принадлежала сенату из восьми человек и коллегии прокураторов.
В целом для многих дожей должность вследствие многочисленных переворотов, оказалась совсем не пожизненной (некоторые даже потеряли власть в день назначения). Однако многие также призывались на службу во второй или третий раз (Антонио Адорно — даже четыре). Неоднократно также имели место случаи наследования догата. В общей сложности сменилось 34 «пожизненных» дожа, из которых самым долгим было правление Доминико Фрегосо (1370-78), пять дожей правили всего один день.
Фактически догат неоднократно прерывался, как вследствие миланской (в форме синьории миланских семей Висконти и Сфорца) или французской оккупаций, так и из-за междоусобиц. В частности, в 1413 году республикой правило вместо дожа правительство восьми ректоров, в 1415 — два приора из аристократической семьи Джустиниани, в 1435-36 и 1442-43 — правительство восьми так называемых Капитанов свободы (Capitani di Liberta).

### Двухлетний догат (1528—1797)
В 1527-28 годах республика очередной раз попала под контроль французов. Генуэзский адмирал и государственный деятель Андреа Дориа восстановил независимость, также реформировав правительство. Правление дожа было ограничено двумя годами. Кроме того, были учреждены Большой совет из 400 человек, и Малый совет из 12 человек. Новый дож избирался двумя этими органами в ходе сложной многоступенчатой процедуры по венецианскому образцу. Были официально узаконены альберги, причём сделана попытка объединить патрициев и пополанов в новый правящий класс (нобилей). Конституция 1528 года в общих чертах продолжила действовать вплоть до окончательного уничтожения республики в 1797 году.
Хотя сам Андреа Дориа отказался стать дожем, он принял должность «пожизненного цензора» (в древнеримском понимании слова «цензор») и сохранял большое влияние на республику.